# 巴塞爾國際鐘錶珠寶展

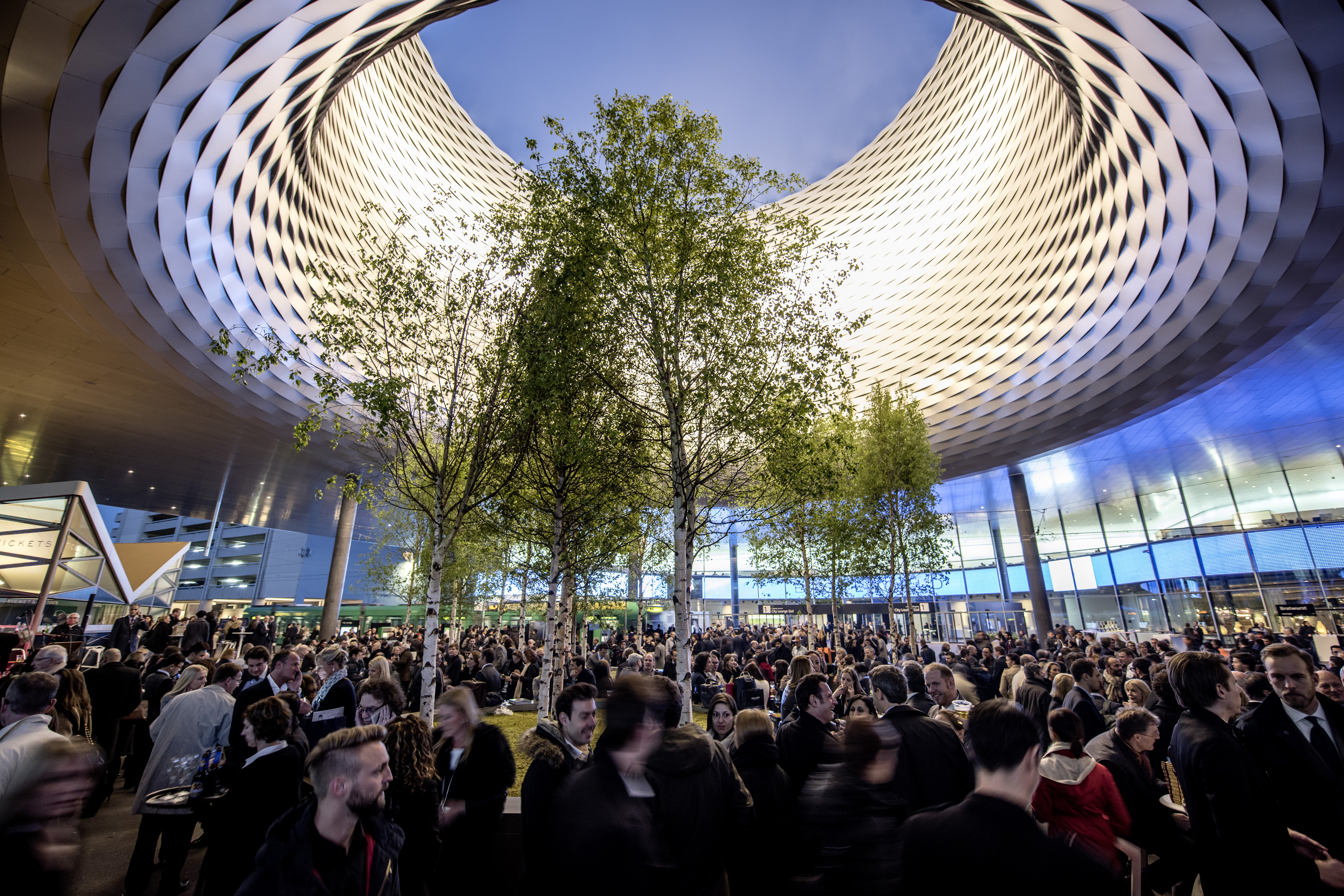

巴塞爾國際鐘錶珠寶展（Baselworld Watch and Jewellery Show）是一個國際性貿易展，展示手錶、珠寶、寶石。該展覽上次舉辦是2019年3月21日至26日，2020年和2021年因嚴重特殊傳染性肺炎疫情影響，巴塞爾手錶和寶石展未能舉辦。2022年的巴塞爾手錶和寶石展預計將在3月31日至4月4日舉辦。

## 外部連結
- Baselworld official website （页面存档备份，存于）
- Baselworld Event Coverage on DreamChrono Watch Blog （页面存档备份，存于）
- Baselworld Event Coverage on WorldTempus
- The Instagram account of Baselworld
- The YouTube channel of Baselworld （页面存档备份，存于）